# Cartoona Ridge
Die Cartoona Ridge ist ein Gebirgskamm in der kanadischen Provinz British Columbia, im zentralen Bereich des Mount Edziza Provincial Park.

## Geographie
Die Cartoona Ridge erstreckt sich östlich der Ostseite des Mount Edziza Volcanic Complex im nordwestlichen British Columbia. Sie grenzt im Norden an das Shaman Creek Valley, im Süden an das Chakima Creek Valley, im Osten an das Kakiddi Creek Valley und im Westen an das Big Raven Plateau. Ihr höchster Punkt und der einzige benannte Gipfel ist der Cartoona Peak im äußersten Westen des Kamms mit einer Höhe von 2300 m. Die Carttona Ridge ist einer von drei Kämmen, die vom kanadischen Vulkanologen Jack Souther benannt wurden; die anderen beiden sind die Idiji Ridge und die Sorcery Ridge im Norden.

## Geologie
Die unteren Hänge der Cartoona Ridge sind mit Felsenmeer, Geschiebemergel, glazialen und fluvialen Sandern sowie Ablagerungen aus der Solifluktion bedeckt. Die untersten Felsaufschlüsse sind miozäne Alkalibasalt-Ströme der Raspberry-Formation. Diese werden von miozänen Comenditen und Trachyten der Armadillo-Formation überlagert, welche in Form von Bims, Asche-Strömen, Tuffen, Lavaströmen und Lavadomen vorliegen. Die Armadillo-Formation am westlichsten Ende der Cartoona Ridge wird von pliozänem Alkalibasalt der Nido-Formation überlagert.